# Забродовский сельский совет (Харьковская область)
Забродовский сельский совет — входит в состав Богодуховского района Харьковской области Украины.
Административный центр сельского совета находится в селе Заброды
.

## История
- 1918 — дата образования.

## Населённые пункты совета
- село Заброды
- село Воскобойники
- село Лозовая
- село Новосёловка
- село Филатово